# Otto Müller (Botaniker)

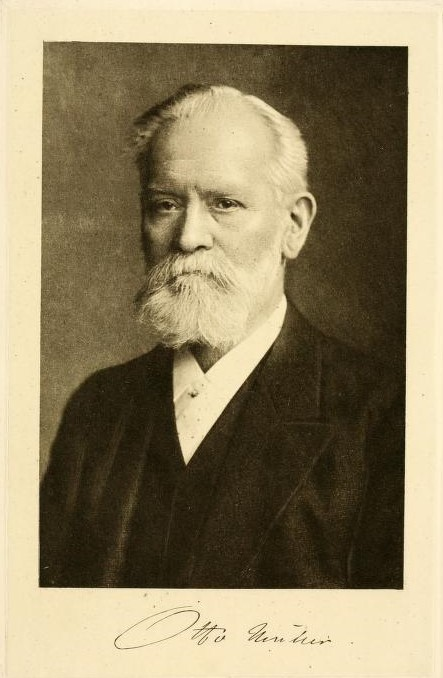
Verlagsbuchhändler und Botaniker Otto Müller (1837–1917)

Georg Ferdinand Otto Müller (* 28. Mai 1837 in Berlin; † 29. März 1917) war ein deutscher Verlagsbuchhändler, Botaniker und Phykologe. Sein botanisches Autorenkürzel lautet „O.Müll“.

## Leben
Otto Müller war der Sohn des Verlagsbuchhändlers Georg Wilhelm Ferdinand Müller (1805–1875). Er besuchte das Friedrichswerdersche Gymnasium und später das Friedrich-Real-Gymnasium in Berlin und schlug ab 1855 eine buchhändlerische Laufbahn ein. Im Jahr 1863 übernahm er zunächst den naturwissenschaftlichen Anteil des väterlichen Verlages und schließlich 1873 den gesamten Verlag. Im Jahr 1901 verkaufte Otto Müller den Verlag an Velhagen & Klasing in Bielefeld.
Otto Müller arbeitete sich als Autodidakt intensiv in das Forschungsgebiet der Kieselalgen ein. Er veröffentlichte 41 Arbeiten über Diatomeen (Bacillariophyta) und beschrieb dabei etwa 200 neue Taxa, darunter die Gattungen Gomphocymbella O.Müller 1905 und Rhopalodia O.Müller 1895. Für die von Carl Adolph Agardh beschriebene Gattung Melosira konnte er dabei aufzeigen, dass die größere Tochterzelle bei der Zellteilung begünstigt ist, während die kleinere einen Zyklus überspringt und damit die Zellgrößenabnahme verzögert wird. Bei der Frage der Fortbewegung der Diatomeen kam er zu einer mechanischen Erklärung, die allgemeine Akzeptanz fand.
Otto Müller wurde 1861 Mitglied der Gesellschaft Naturforschender Freunde zu Berlin und 1881 Mitglied im Botanischen Verein der Provinz Brandenburg. Von 1882 bis 1907 gehörte er als Schatzmeister dem Vorstand der Deutschen Botanischen Gesellschaft an.
Am 18. Februar 1894 wurde Georg Ferdinand Otto Müller zum Mitglied (Matrikel-Nr. 3034) der Leopoldina gewählt.  Im Jahr 1897 wurde er zum Ehrendoktor der philosophischen Fakultät der Friedrich-Wilhelms-Universität zu Berlin ernannt. 1907 wurde Otto Müller vom Minister der geistlichen, Unterrichts- und Medizinal-Angelegenheiten der Titel Professor verliehen.
Ein Teil des von Otto Müller beschriebenen Originalmaterials befindet sich im Herbarium des Botanischen Gartens und Botanischen Museums Berlin-Dahlem (Herbarium Berolinense, B).